# Jonathan Owens
Jonathan James Owens (* 22. Juli 1995 in St. Louis, Missouri) ist ein US-amerikanischer Footballspieler auf der Position des Strong Safety. Er steht derzeit bei den Chicago Bears unter Vertrag. Im College spielte Owens für die Missouri Western Griffons der Missouri Western State University. 2018 unterschrieb er als Undrafted Free Agent bei den Arizona Cardinals, bevor er 2019 zu den Houston Texans wechselte.

## Schule
Owens spielte in seiner Schulzeit für die Loyola Academy of St. Louis und die Christian Brothers College High School (CBC). Während seiner Schulzeit gewann Owens den Titel des CBC Linebacker of the Year.

## College
An der Missouri Western State University (MWSU) spielte Owens nach einem Redshirt-Jahr 2013 als Defensive Back. Während seiner letzten Saison 2017 wurde er zum „MWSU Male Student-Athlete of the Year“ gewählt, war Teil des „All-Mid-America Intercollegiate Athletics Association (MIAA) Second-team“ und wurde auf der „MIAA Academic Honor Roll“ für seine studentischen Leistungen geführt. Owens hat einen Abschluss in Physiotherapie.

## NFL
Owens wurde beim NFL Draft 2018 von keinem Team ausgewählt und unterschrieb am 30. April 2018 bei den Arizona Cardinals. Nach einer Verletzung in den letzten Wochen des Trainingscamps im Vorfeld der 2018er Saison verletzte sich Owens. Er verbrachte die gesamte Saison auf der Injured Reserve List. Am 31. August 2019 wurde Owens von den Cardinals entlassen.
Am 30. September 2019 nahmen die Houston Texans Owens in ihr Practice Squad auf. Am 21. November wurde er in den aktiven Kader der Texans befördert, zwei Tage später jedoch entlassen und wieder in das Practice Squad aufgenommen. In der Folge unterschrieb er am 13. Januar 2020 einen Reserve/Future Contract mit den Texans.
Die Texans entließen Owens erneut am 5. September 2020, nur um ihn am Folgetag wieder in das Practice Squad aufzunehmen. Jeweils vor den Spielen in Woche 5 gegen die Jacksonville Jaguars und Woche 6 gegen die Tennessee Titans der NFL-Saison 2020 wurde Owens in den aktiven Kader berufen, kehrte jedoch nach jedem Spiel in das Practice Squad zurück. Am 12. Dezember 2020 wurde Owens erneut in den aktiven Kader befördert.
Am 31. August 2021 wurde Owens erneut von den Texans entlassen und in das Practice Squad aufgenommen. Am 4. Dezember wurde er wieder in den Kader geholt und unterschrieb am 9. Dezember einen Zweijahresvertrag über $ 1,175 Millionen mit den Texans. Beim Sieg der Texans gegen die Los Angeles Chargers am 26. Dezember 2021 fing Owens seine erste Interception und eroberte einen verlorenen Ball vom Gegner. Am 3. Januar 2022 verletzte Owens sich im Spiel gegen die San Francisco 49ers am Handgelenk und wurde auf die Injured Reserve Liste gesetzt.
Nachdem er sich 2022 gegen eine Vertragsverlängerung mit den Texans entschieden hatte, unterschrieb Owens am 12. Mai 2023 als Free Agent einen neuen Vertrag bei den Green Bay Packers. Bei den Packers war er in 17 Partien elfmal Starter. Er setzte 84 Tackles und erzielte nach einem eroberten Fumble gegen die Detroit Lions, den er über 27 Yards zurücktrug, seinen ersten Touchdown in der NFL.
Im März 2024 unterschrieb Owens einen Zweijahresvertrag bei den Chicago Bears.

## Persönliches
Owens verlobte sich am 15. Februar 2022 mit der US-amerikanischen Turnerin Simone Biles. Das Paar heiratete am 22. April 2023 in Houston.